# Saccoderma
Saccoderma är ett släkte av fiskar. Saccoderma ingår i familjen Characidae.
Kladogram enligt Catalogue of Life:
| Saccoderma | \| \| Saccoderma hastata \| \| \| \| \| \| Saccoderma melanostigma \| \| \| \| \| \| Saccoderma robusta \| \| \| \| |
|            | \| \| Saccoderma hastata \| \| \| \| \| \| Saccoderma melanostigma \| \| \| \| \| \| Saccoderma robusta \| \| \| \| |
|            | Saccoderma hastata                                                                                                  |
|            | |
|            | Saccoderma melanostigma                                                                                             |
|            | |
|            | Saccoderma robusta                                                                                                  |
|            | |